# 468 (số)
468 (bốn trăm sáu mươi tám) là một số tự nhiên ngay sau 467 và ngay trước 469.